# Marie Touchet
Pour les articles homonymes, voir Touchet.
Marie Touchet, comtesse d'Entragues, née à Orléans en 1549 et morte à Paris, le 28 mars 1638, a été la maîtresse du roi Charles IX pendant neuf ans.
De son union avec le roi, elle eut Charles d'Angoulême (1573-1650). Elle fut également la mère d'Henriette d'Entragues, favorite controversée du roi Henri IV. Dans les années 1600, elle fut compromise par les complots fomentés contre le roi par ses enfants.

## Biographie

### Origines
Marie Touchet est la fille de Jean Touchet, sieur de Beauvais et du Quillard, conseiller du roi, lieutenant huguenot du bailliage d'Orléans,, et de Marie Mathy, fille d'Orable Mathy, médecin du roi d'origine flamande.

### La rencontre avec Charles IX
Les versions divergent quant aux circonstances exactes de cette rencontre. À 16 ans, elle aurait, selon certains historiens, rencontré et aimé à Orléans, le jeune roi de France Charles IX, 15 ans, lors de son périple dans le royaume aux côtés de sa mère Catherine de Médicis et du chancelier de l'Hôpital (1565).
Selon l'historien Émile Gaboriau, « c'est à Blois, au retour d'une chasse, que le roi qui n'avait que dix-huit ou dix neuf ans, aperçut cette charmante fille. »

### Une beauté légendaire

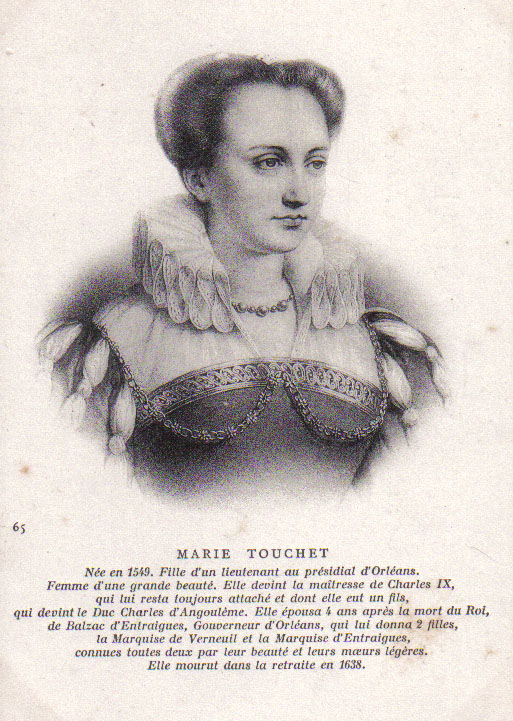
Gravure du XIXe siècle représentant Marie Touchet telle qu'on l'imaginait à l'époque romantique.

Tous ses contemporains s'accordent pour reconnaître qu'elle était fort belle « le visage rond, les yeux vifs et bien fendus, le front plus petit que grand, le nez d'une juste proportion, la bouche petite et le bas du visage admirable. Elle était en outre spirituelle et enjouée » ; son portrait peint par François Clouet nous la montre bien en chair, avec de magnifiques épaules et une très belle gorge. Les historiens hésitent pour attribuer le tableau présenté à Diane de Poitiers ou Marie Touchet. Le jeune Charles ou des poètes composent l'anagramme du nom de la maîtresse royale qui donne : « Je charme tout ».
Selon un autre écrivain de l'époque, « son esprit était aussi incomparable que sa beauté » et d'ajouter qu'elle avait « le visage plus rond qu'ovale. Ses yeux, trop grands peut-être, avaient une expression de douceur infinie ; son nez était du dessin le plus fin, ses cheveux noirs et merveilleusement abondants ; et sa bouche rose et mignonette s'ouvrait sur des dents plus blanches que neige. »

### Maîtresse royale
Longtemps, le roi cherche à garder secrète cette liaison, pour ne pas déplaire à la reine-mère Catherine de Médicis. Dans un premier temps, les amants se retrouvent dans un repaire de chasse où le roi se rend de nuit et sans escorte. Mais Marie Touchet ne tarde pas à tomber enceinte. Informée par ses « espions » de cette liaison, Catherine de Médicis ordonne à son fils d'éloigner cette maîtresse. Charles IX envoie alors sa bien-aimée sur les terres du duché de Savoie. C'est là qu'elle donne naissance à un fils qui ne survit que quelques jours. Mais trois ans d'éloignement n'ont pas raison de cet amour.
Poète, Charles IX lui compose des vers:
Toucher, aimer, c'est ma devise,

De celles-là que plus je prise,

Bien qu'un regard d'elle à mon cœur,

Darde plus de traits et de flamme,

Que tous l'Achérot vainqueur,

N'en feroit onc appointer dans mon âme
Lorsqu'elle apprit les projets de mariage entre le Roi et l'archiduchesse Élisabeth d'Autriche en 1570, Marie Touchet demande à se faire apporter le portrait de la future reine, avant de déclarer pleine d'assurance : « L'Allemande ne me fait pas peur ». « Inférant par là », ajoute Brantôme, « qu'elle présumait tant de soi et de sa beauté, que le roi ne saurait s'en passer. »
La suite lui donnera raison et Charles IX conserva la liaison qu'il avait tissée avec elle.
Marie Touchet, dont Michelet dit qu'elle était aussi gracieuse et instruite que spirituelle et bonne, va accoucher d'un fils de son amant royal au château du Fayet, près de Barraux, le 28 avril 1573. Cette maison forte du XIIe siècle avait été acquise en 1543 par Arthaud de Maniquet. Elle est restée dans cette famille jusqu'au XVIIIe siècle.
En 1572, Charles IX aurait fait restaurer le château des Hauts  (situé près d'Orléans) pour Marie Touchet où celle-ci résidait à cette époque.
C'est le fils d'Arthaud, Hector de Maniquet, maître d'hôtel de Marguerite de Navarre et confident du jeune roi qui se proposa de cacher alors la grossesse de la jeune maîtresse du souverain, état qui aurait scandalisé la Cour où cette dernière était reçue et où elle avait de nombreux ennemis. L'enfant qui naît ce jour-là à Barraux est baptisé Charles. Il sera plus tard comte d'Auvergne et duc d'Angoulême et fera souche princière (Charles de Valois-Auvergne, duc d'Angoulême).
Le roi meurt en 1574.

### Mariage et descendance
Marie Touchet épouse, en 1578, François de Balzac d'Entragues, gouverneur d'Orléans, de qui elle a deux filles, Catherine Henriette de Balzac d'Entragues et Marie-Charlotte de Balzac d’Entragues. Toutes deux seront maîtresses d'Henri IV (qui s'engagera même à épouser la première).
Après la mort de son mari, Marie Touchet, afin de lui permettre d'augmenter ses revenus, devient propriétaire du péage sur eau de la ville de Langeais.
Marie Touchet habite dans un hôtel, place des Vosges à Paris. Elle meurt le 28 mars 1638.

## Inspiration littéraire

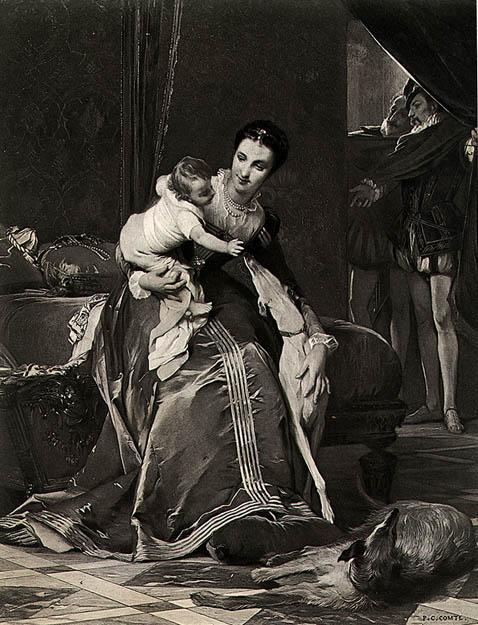
Marie Touchet, gravure du XIXe siècle.

Alexandre Dumas évoque Marie Touchet dans le chapitre XXXVI, intitulé Anagramme, de son roman La Reine Margot, publié en 1845. Ce chapitre décrit une visite nocturne, au cours de l'année 1573, du roi de France Charles IX et d'Henri de Navarre, futur Henri IV, au domicile parisien de Marie Touchet, où celle-ci veille son nouveau-né, le futur Charles d'Angoulême. Cette scène intimiste au cours de laquelle Charles IX évoque son dégoût de la fonction royale, alors qu'Henri de Navarre compose la célèbre anagramme Je charme tout, a été reprise dans le film La reine Margot de Patrice Chéreau, sorti en salles en 1994. Au début du XXème siècle, Michel Zevaco dans les deux premiers volumes de sa série les Pardaillan : les Pardaillan, l'épopée d'amour reprend ce canevas. L'auteur la fait réaparaître brièvement en 1589 dans un chapitre du quatrième tome du cycle :Fausta vaincue.  
L'histoire de Marie Touchet inspira également Gustave Rivet, homme politique, poète et dramaturge, mais aussi propriétaire, à la fin du XIXe siècle, du château du Fayet sur la commune de Barraux. Son drame en un acte et en vers, intitulé « Marie Touchet » est représenté sur la scène de l'Odéon à Paris, le 26 octobre 1881.
Le succès de la pièce sera considérable car l'auteur, dans cette œuvre, fait de Marie Touchet la confidente qui s'oppose, avec sa sensibilité de femme, à la raison d'État et à la « belle politique » qui conduit à la barbarie de la Saint-Barthélemy.
Le bon peuple du Val de Loire composa une petite chanson narquoise que l'on chante encore de nos jours entre Beaugency et Châteauneuf :
C'est Marie d'Orléans,

Touchez là, ma commère, touchez là,

C'est Marie d'Orléans,

Qui a de beaux bras blancs.

En son jardin d'amour,

Touchez là, ma commère, touchez là,

En son jardin d'amour,

Un roi vient tous les jours.

S'en vont jusqu'à Chécy,

Touchez là, ma commère, touchez là,

S'en vont jusqu'à Chécy,

Pour y passer la nuit.
Dans La Comédie Humaine, Honoré de Balzac fait de Marie Touchet un portrait délicat qui soutient en maîtresse attentionnée le roi Charles IX, comme Michel Zévaco  dans "Les Pardaillan". Elle est un personnage important dans la deuxième partie La confidence des Ruggieri de son œuvre publiée en 1842 Sur Catherine de Médicis.